# Iron Cross (jeu vidéo)
Iron Cross est un jeu vidéo de type wargame conçu par Phil Steinmeyer et publié par  New World Computing en 1994 sur PC. Le jeu se déroule en France pendant la Seconde Guerre mondiale et propose une vingtaine de scénarios, le premier simulant le débarquement en Normandie. Le joueur y commence avec le grade de second lieutenant et progresse dans la hiérarchie au fur et à mesure des scénarios. Les scénarios se déroulent en temps réel sur un champ de bataille que le joueur observe en vue de dessus. Au début d’une mission, le joueur dispose d’un budget qui lui permet de sélectionner ses troupes et leurs matériels.

## Accueil
| Iron Cross            |      |       |
| Média                 | Pays | Notes |
| Computer Gaming World | US   | 2.5/5 |
| Gen4                  | FR   | 82%   |
| Joystick              | FR   | 70%   |